# Jatropha mahafalensis
Jatropha mahafalensis là một loài thực vật có hoa trong họ Đại kích. Loài này được Jum. & H.Perrier mô tả khoa học đầu tiên năm 1910.

## Hình ảnh

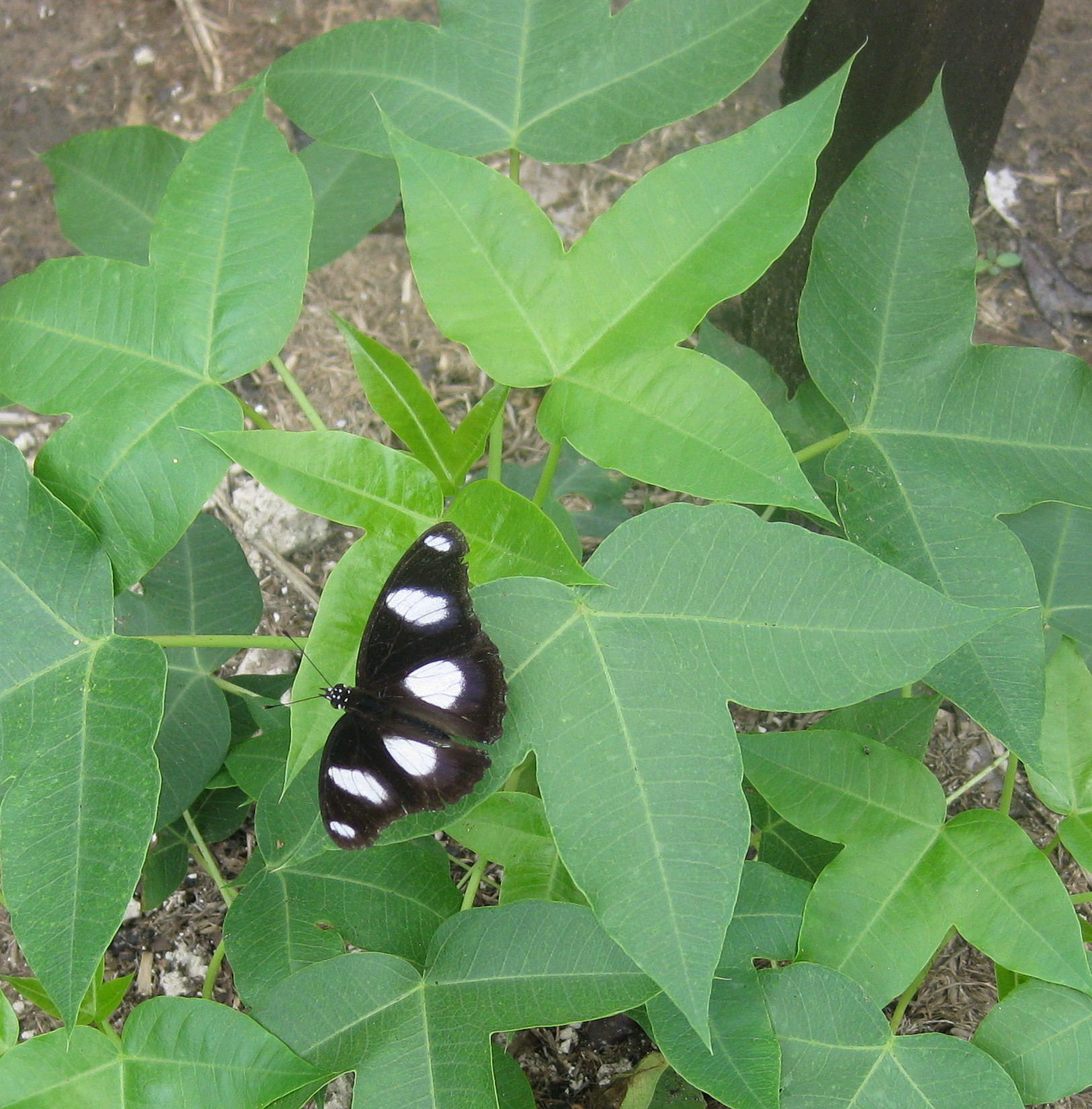
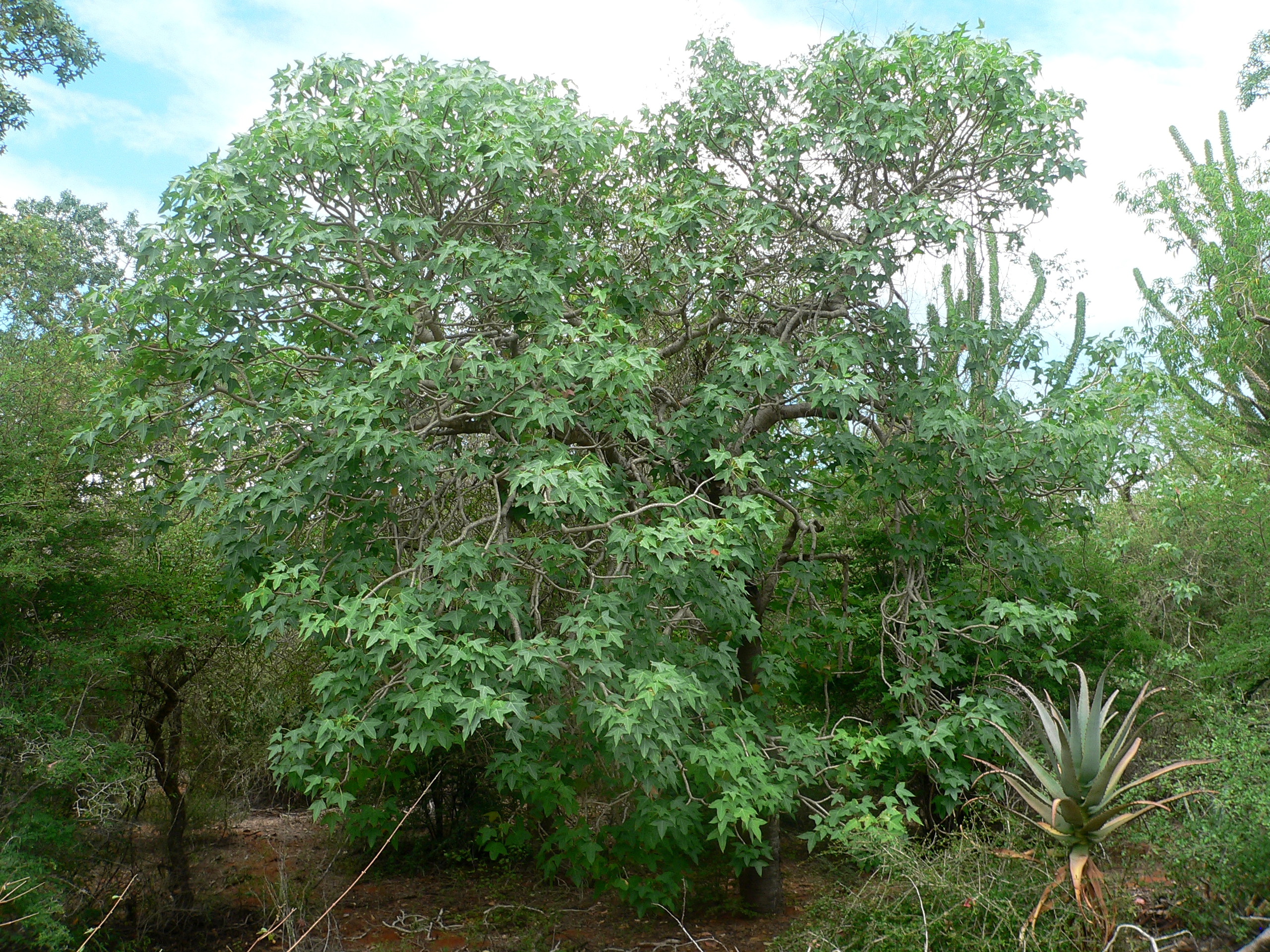
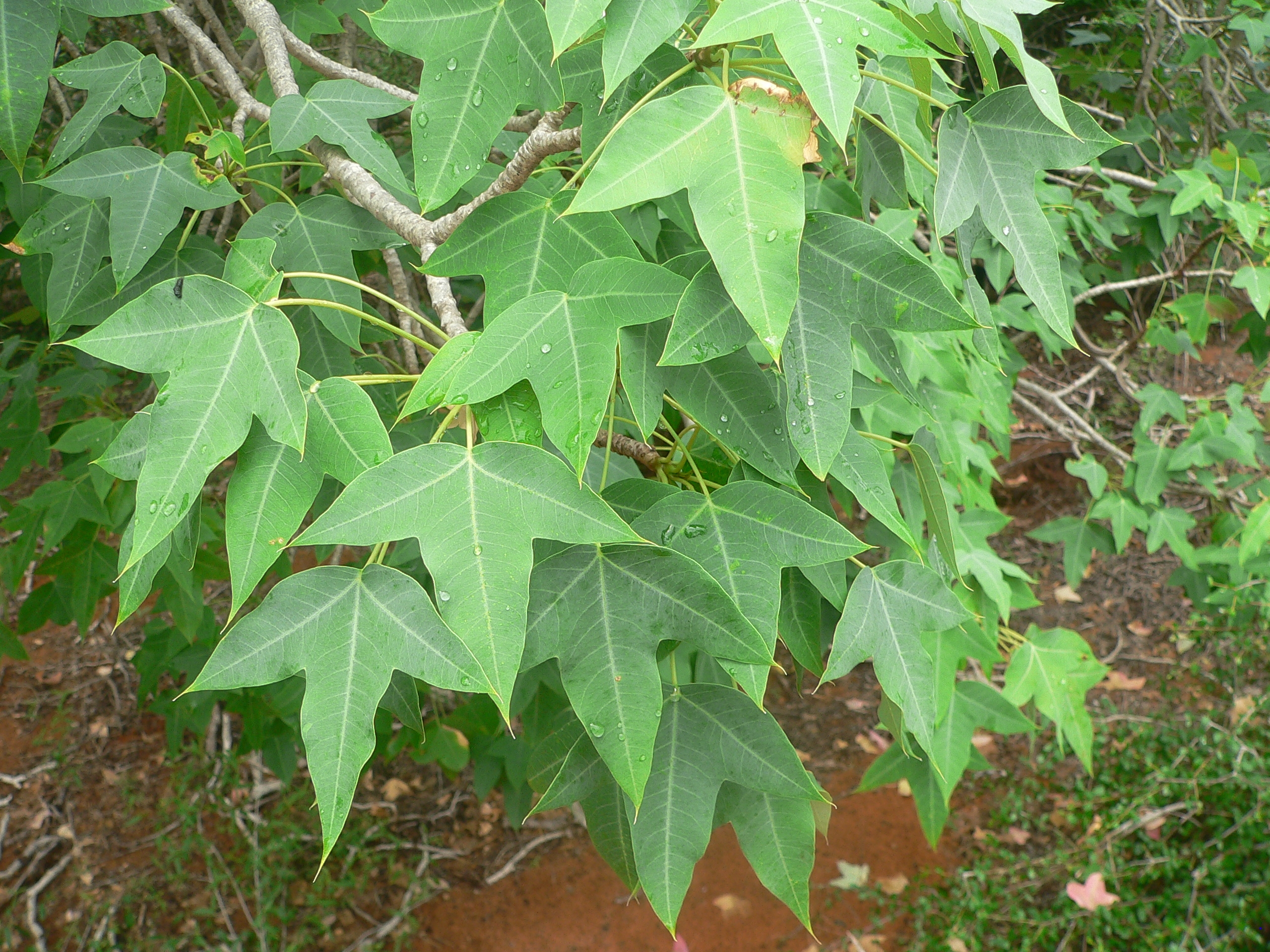
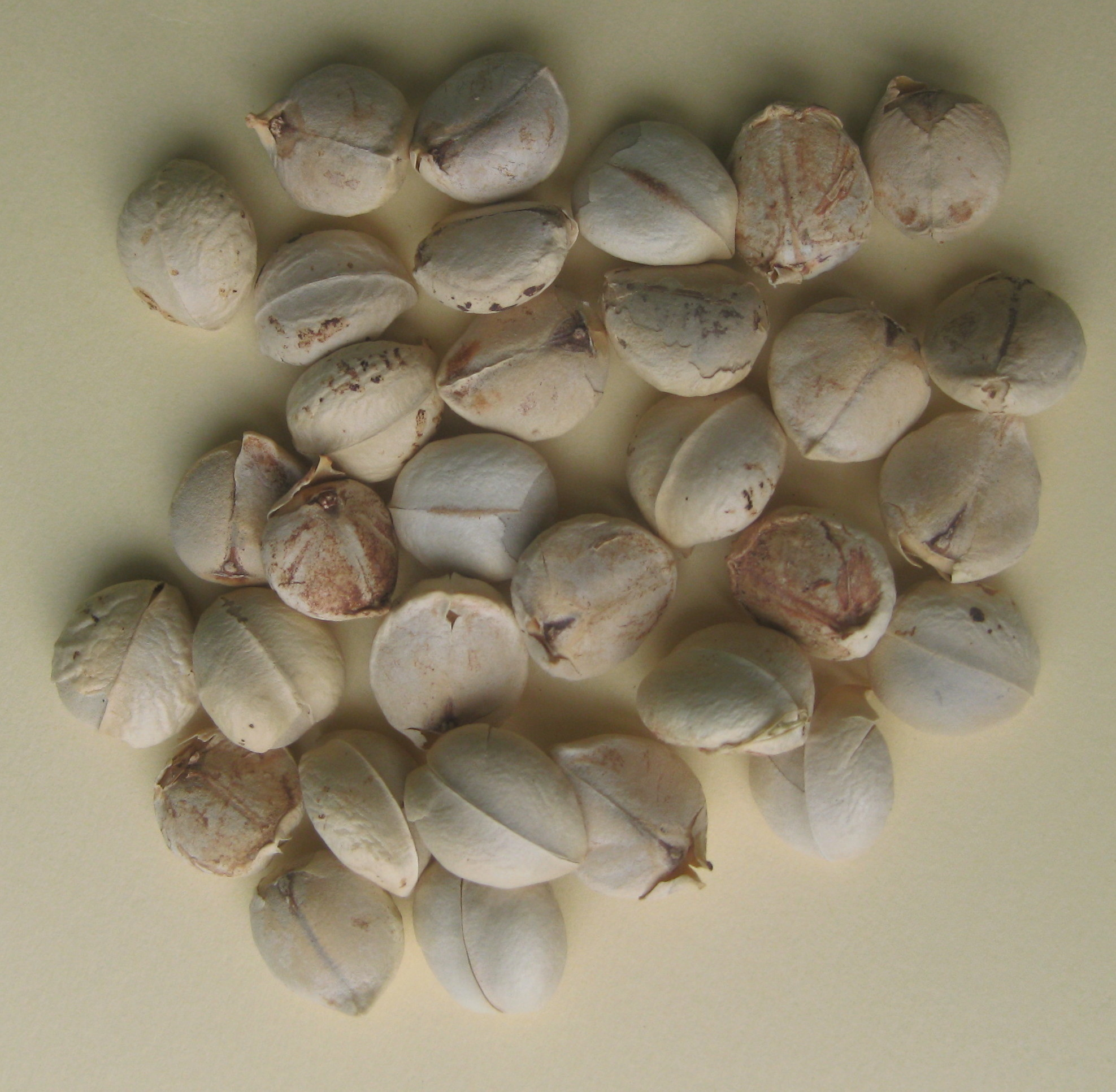